# Morti nel 1085
| Questa pagina contiene informazioni ricavate automaticamente dalle voci biografiche con l'ausilio del template Bio e di un bot. L'aggiornamento è periodico e automatico e ricostruisce completamente la pagina. Se manca una persona in questa lista, sei pregato di non aggiungerla, ma accertati piuttosto che la sua voce biografica contenga il template Bio e che i dati anagrafici siano correttamente compilati. Se il template Bio manca, inseriscilo tu stesso o, in alternativa, metti l'avviso {{tmp\|Bio}} che ne segnala la mancanza. Se i dati riportati sono sbagliati, correggi direttamente la voce biografica; le modifiche saranno visibili in questa lista entro pochi giorni. Per chiarimenti vedi il progetto biografie. La lista contiene solo le 15 persone che sono citate nell'enciclopedia e per le quali è stato implementato correttamente il template Bio. Pagina aggiornata al 10 feb 2025. |

- 3 gennaio - Guglielmo di Ebersberg, abate tedesco (n. 1010)
- 21 gennaio - Teodorico II di Katlenburg, nobile tedesco
- 1º aprile - Song Shenzong, imperatore cinese (n. 1048)
- 12 aprile - Berta di Blois, duchessa
- 25 maggio - Papa Gregorio VII, papa, vescovo cattolico e santo italiano
- 25 maggio - Tedaldo, arcivescovo italiano
- 27 maggio - Gundred, contessa del Surrey, nobildonna fiamminga
- 7 luglio - Bosone II, italiano
- 17 luglio - Roberto il Guiscardo, condottiero normanno
- 20 agosto - 'Abd al-Malik b. Yusuf al-Juwayni, giurista e teologo persiano (n. 1028)
- 20 settembre - Ermanno II di Lotaringia, nobile tedesco (n. 1049)
- 9 ottobre - Alfano di Salerno, abate, medico e scrittore italiano
- Lamberto di Hersfeld, storico tedesco (n. 1025)
- Yusuf al-Mu'tamin ibn Hud, matematico arabo
- Máel Snechtai del Moray, re scozzese